# C/1853 W1 van Arsdale
C/1853 W1 (van Arsdale) è la prima delle due comete scoperte dall'astrofilo statunitense Robert Van Arsdale. La cometa ha un'orbita parabolica che la fa classificare come una cometa non periodica, l'orbita è anche retrograda.